# Prosimetro
Il prosìmetro (dal lat. prosimetrum) è un genere letterario in cui si alternano prosa e versi.

## Storia
Genere molto raro nella letteratura, nato forse con intenti parodici verso la poetica e le liriche della tradizione greca: infatti i primi esempi sono delle satire menippee, genere parodico/satirico per eccellenza. È possibile collocare la sua nascita in età cesariana con le Saturae Menippeae di Marco Terenzio Varrone, anche se questo tipo di componimento raggiunge un maggiore successo nell'età imperiale, prima con Seneca nell'Apokolokyntosis, scritta per schernire l'imperatore Claudio, e successivamente con Petronio nel Satyricon.
Tuttavia, nei secoli successivi il prosimetro assume una nuova veste, non più soltanto legata a motivi satirici, ma anche a temi filosofico-religiosi e poetici. Ne sono illustri esempi, già nel mondo tardo-antico, il De consolatione philosophiae di Severino Boezio e, nella letteratura italiana, la Vita Nuova di Dante Alighieri, la Comedia delle ninfe fiorentine di Boccaccio, il Comento de' miei sonetti di Lorenzo de' Medici e l'Arcadia di Jacopo Sannazaro.

## Successo e declino
Il prosimetro ebbe grande successo per tutto il medioevo, durante il quale l'alternanza tra le omnes carminum varietates, compresenti nel prosimetro tardoantico, si riteneva producesse "un’armonia musicale gradevole per il lettore"
In seguito vi si dedicò un numero sempre minore di autori, fino a giungere ad una totale scomparsa nella produzione letteraria contemporanea. 
Il prosimetro ebbe larga diffusione nei secoli XV e XVI. In questo periodo si trovano in certo numero di testi importanti che lo usano per fare da ponte fra il neoplatonismo e la mistica ermeneutica. Esempi di queste opere sono il Colloquium Heptaplomeres del giurista e mistico francese Jean Bodin Crater Hermetis di Lodovico Lazzarelli, gli Asolani di Pietro Bembo o Degli eroici furori di Giordano Bruno. 
Esempi di prosimetro in età contemporanea possono essere considerati la raccolta Canti Orfici di Dino Campana,  Il Signore degli Anelli di John Ronald Reuel Tolkien o Il Levante di Mircea Cărtărescu.